# Eberhard Günther (Verleger)
Eberhard Günther (* 11. Mai 1931 in Dresden) ist ein ehemaliger deutscher Verleger und Kulturfunktionär in der Deutschen Demokratischen Republik (DDR). Der Nationalpreisträger der DDR war langjähriger Leiter des Mitteldeutschen Verlags.

## Leben
Günther legte das Abitur ab und war nach einem Lehrgang als Neulehrer tätig. Gleichzeitig studierte er Pädagogik, Germanistik und Geschichte. 1954 schloss er sein Studium ab und wurde Dozent an der Arbeiter-und-Bauern-Fakultät in Dresden. Im selben Jahr trat er ein die Sozialistische Einheitspartei Deutschlands (SED) ein und wurde Mitglied der Parteileitung und verantwortlicher Redakteur der Hochschulzeitung an der Technischen Hochschule Dresden. 1964 wurde er mit der Arbeit Die frühen Dramen Friedrich Wolfs promoviert.
Von 1964 bis 1973 war Günther leitender Mitarbeiter in der Hauptverwaltung Verlage und Buchhandel im Ministerium für Kultur der DDR.
1973 wurde Günther Verlagsdirektor des Mitteldeutschen Verlags, der Gegenwartsliteratur der DDR verlegte, und blieb dies bis zur Privatisierung des Verlags nach der deutschen Wiedervereinigung 1990. Anschließend war er bis 1996 Geschäftsführer und Gesellschafter des nunmehr als GmbH organisierten Verlags und erweiterte diesen mit dem Druck von Regionalliteratur, Sachbüchern und Behördenverzeichnissen von Bundesländern. Von 1990 bis 1998 war er zudem Vorstandsmitglied im Verband der Verlage und Buchhandlungen von Sachsen, Sachsen-Anhalt und Thüringen.
Mindestens von 1975 bis 1987 war Günther als Inoffizieller Mitarbeiter des Ministeriums für Staatssicherheit (MfS) mit dem Decknamen Richard erfasst und tätig.
Seit 1996 ist Günther im Ruhestand und lebt heute in Dresden.

## Werk
1966 kam es zu einer Kontroverse und einem Parteiverfahren gegen Günther, da er für Manfred Bielers Roman Maria Morzeck oder Das Kaninchen bin ich eine Druckgenehmigung erteilt hatte. Von 1976 bis 1990 war Günther Mitherausgeber der Reihe Kritik – Rezensionen zur DDR-Literatur und von 1984 bis 1989 der Reihe Positionen – Wortmeldungen zur DDR-Literatur. 1978 wurde er wegen der Veröffentlichung der Romane Es geht seinen Gang von Erich Loest und Tod am Meer von Werner Heiduczek erneut von der Partei- und Staatsführung kritisiert. Zugleich wurde er für sein verlegerisches Wirken wiederholt ausgezeichnet, so erhielt er mit anderen 1989 den Nationalpreis der DDR.

## Schriften (Auswahl)
- Mitteldeutscher Verlag 1946 – 2006, Halle (Saale) 2006.
- Verleger – mehr als ein Beruf: Erinnerungen, Projekte-Verlag Cornelius, 1. Edition, 30. November 2009, ISBN 978-3-86634-849-3.

## Ehrungen
- 1989 Nationalpreis der DDR